# Henri-Édouard Dutoit

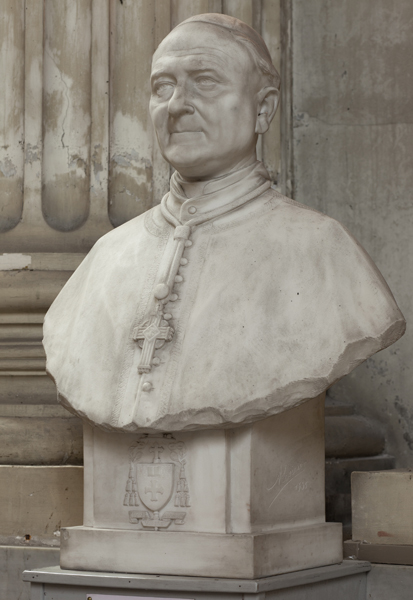
Bischof Dutoit (Büste in der Kathedrale von Arras)

Henri-Édouard Dutoit (* 4. Juli 1873 in Armentières; † 17. April 1953 in Lille) war ein französischer römisch-katholischer Geistlicher und Bischof.

## Leben
Henri-Édouard Dutoit ging in Armentières zur Schule und studierte in Lille, beides im Erzbistum Cambrai, da das Bistum Lille erst 1913 errichtet wurde. Nach seiner Priesterweihe 1899 unterrichtete er in Douai, ab 1905 in Roubaix, ab 1910 als Vize-Rektor der Katholischen Universität Lille. Ab August 1914 machte er Kriegsdienst, geriet in deutsche Gefangenschaft, die er bis zu seiner Freilassung im Juli 1915 in Celle verbrachte, und war dann im Hospitalbereich tätig. Von 1920 bis 1925 war er Generalsekretär seiner Liller Universität. 1928 machte ihn Bischof Achille Liénart zu seinem Generalvikar. Von 1930 bis 1945 war er Bischof von Arras.
Bischof Dutoit sprach sich nachweislich gegen Rassismus und Antisemitismus aus und arbeitete in der Zeit der deutschen Besatzung und des Vichy-Regimes nicht gegen die Résistance, aber er predigte den Gehorsam, den die Katholiken dem Marschall Pétain schuldeten, in einer Intensität, die seine Position nach Abzug der Deutschen unmöglich machte. Er wurde Gegenstand der sogenannten Säuberung des öffentlichen Lebens und war bedroht. Deshalb dankte er auf Druck des Papstes am 11. September 1945 ab, ließ sich in Lille nieder und war Titularbischof, bis 1949 von Letopolis und dann von Sebastopolis in Abasgia. Er starb 1953 im Alter von 79 Jahren.
Seine Büste steht in der Kathedrale von Arras.

## Veröffentlichungen
- Vie mondaine et vie chrétienne. R. Giard, Lille 1912.
- Les Etapes de l'éducation chrétienne. J. Duvivier, Tourcoing 1920.
- Chrétiennes ou païennes. Le Dilemme contemporain dans l'éducation des jeunes filles. Gigord, Paris 1926.
- (Hrsg.) Félix Dupanloup: Les Meilleurs textes. Desclée, De Brouwer et Cie, Paris 1933.
- Le Dimanche chrétien. Le repos, la sanctification, les récréations.  Desclée De Brouwer et Cie, Arras 1938.